# José Ignacio López (jinete)
José Ignacio López Porras (1 de agosto de 1970) es un jinete español que compitió en la modalidad de doma. Ganó una medalla de bronce en el Campeonato Europeo de Doma de 2005, en la prueba por equipos.

## Palmarés internacional
| Campeonato Europeo | Campeonato Europeo | Campeonato Europeo | Campeonato Europeo |
| Año                | Lugar              | Medalla            | Categoría          |
| ------------------ | ------------------ | ------------------ | ------------------ |
| 2005               | Hagen (Alemania)   | Medalla de bronce  | Por equipos        |